# Lupăria (okręg Jassy)
Lupăria – wieś w Rumunii, w okręgu Jassy, w gminie Cotnari. W 2011 roku liczyła 375 mieszkańców.